# Andréegatan

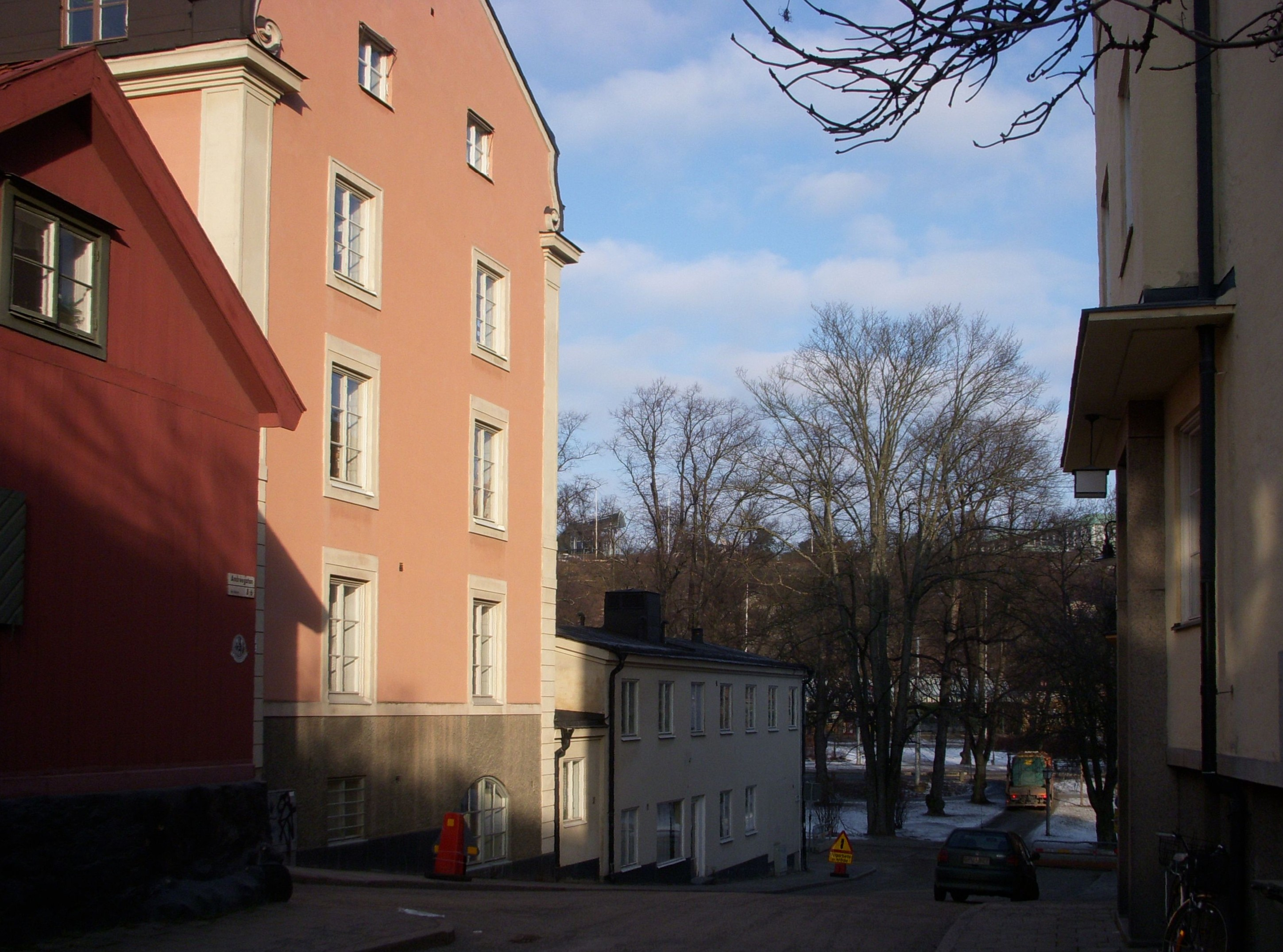
Andréegatan 2009

Andréegatan är en gata i stadsdelen Djurgården i Stockholm. Gatan ligger i den gamla stadsdelen Djurgårdsstaden.
Andréegatan fick sitt namn 1920 efter forskningsresanden och överingenjören vid Patentbyrån Salomon August Andrée. Andrée försökte 1897 tillsammans med Nils Strindberg och Knut Fraenkel att flyga med vätgasballongen Örnen mot Nordpolen, men misslyckades. Först trettiotre år senare upptäcktes deras kroppar på Vitön. 
I närheten av Andréegatan ligger Nordenskiöldsgatan, efter en annan polarforskare. Båda namnen hade föreslagits av Karl P. Dahlström som var vän och arbetskamrat till Andrée vid patentverket. För att hedra minnet av vännen gav Dahlström Andrées namn åt den ena gatan och döpte den andra till Nordenskiöld som var Andrées förebild och idol. 